# عاشقة في محبرة
عاشقة في محبرة، مجموعة شعرية من مؤلفات الشاعرة والكاتبة العربية السورية غادة السمان، صدرت في عام 1995، عن منشورات غادة السمان في بيروت، لبنان.